# Чемпіонат світу з легкої атлетики в приміщенні 2018 — 800 метрів (чоловіки)
Змагання з бігу на 800 метрів серед чоловіків на Чемпіонаті світу з легкої атлетики в приміщенні 2018 у Бірмінгемі відбулись 2 та 3 березня в Арені Бірмінгем.

## Рекорди
На початок змагань основні рекордні результати були такими:
| WIR | Вілсон Кіпкетер Данія | 1.42,67 | Париж Франція | 9 березня 1997 |
| CR  | Вілсон Кіпкетер Данія | 1.42,67 | Париж Франція | 9 березня 1997 |
| WL  | Еммануель Корір Кенія | 1.44,21 | Нью-Йорк США  | 3 лютого 2018  |

## Розклад
| Дата           | Час початку | Стадія |
| -------------- | ----------- | ------ |
| 2 березня 2018 | 19:13       | Забіги |
| 3 березня 2018 | 19:35       | Фінал  |

Вказаний місцевий час (UTC+0)

## Результати

### Забіги
Умови кваліфікації до наступного раунду: перші двоє з кожного забігу (Q) та двоє найшвидших за часом з тих, які посіли у забігах місця, починаючи з третього (q).
Забіг 1
| Місце | Атлет             | Країна          | Час     | Примітки |
| ----- | ----------------- | --------------- | ------- | -------- |
| 1     | Альваро де Арріба | Іспанія         | 1.45,44 | Q        |
| 2     | Елліот Джайлс     | Велика Британія | 1.45,46 | Q, PB    |
| 3     | Дрю Віндл         | США             | 1.45,52 | q, PB    |
| 4     | Андреас Крамер    | Швеція          | 1.47,21 |          |
| 5     | Хамада Мохамед    | Єгипет          | 1.47,65 | NIR      |

Забіг 2
| Місце | Атлет           | Країна  | Час     | Примітки |
| ----- | --------------- | ------- | ------- | -------- |
| 1     | Адам Кщот       | Польща  | 1.47,02 | Q        |
| 2     | Мостафа Смаілі  | Марокко | 1.47,08 | Q        |
| 3     | Сауль Ордоньєс  | Іспанія | 1.47,11 | q        |
| 4     | Антуан Гакеме   | Бурунді | 1.49,66 | SB       |
|       | Донаван Брейзер | США     | DQ      |          |

### Фінал
| Місце | Атлет             | Країна          | Час     | Примітки |
| ----- | ----------------- | --------------- | ------- | -------- |
| 1     | Адам Кщот         | Польща          | 1.47,47 |          |
| 2     | Дрю Віндл         | США             | 1.47,99 |          |
| 3     | Сауль Ордоньєс    | Іспанія         | 1.48,01 |          |
| 4     | Елліот Джайлс     | Велика Британія | 1.48,22 |          |
| 5     | Альваро де Арріба | Іспанія         | 1.48,51 |          |
| 6     | Мостафа Смаілі    | Марокко         | 1.48,75 |          |